# Omnicom Group
De Omnicom Group is een Amerikaanse holding die gespecialiseerd is in de reclamemarkt. Het bedrijf ontstond toen reclamebureau's DDB Worldwide en BBDO in 1986 fuseerden, in 1993 zou ook reclamebureau TBWA Worldwide worden aangekocht.

## Activiteiten
Omnicom Group Inc is in 1986 opgericht. Met een netwerk van vestigingen is het actief op het gebied van commerciële uitingen, advertenties en marketing, en andere bedrijfsmatige communicatie. Het bedrijf heeft ongeveer 5000 klanten in meer dan 70 landen. De 100 grootste klanten vertegenwoordigen iets meer dan de helft van de totale omzet in 2023. De drie grootste sectoren waarvoor Omnicom werkt zijn de gezondheid- en geneesmiddelensector, voeding en dranken en de automobielsector, deze drie maken in totaal iets meer dan 40% van de omzet uit.
Het bedrijf opereert met merknamen als BBDO, DDB, TBWA, Omnicom Media Group, DAS Group of Companies en Communications Consultancy Network.
Per jaarultimo 2023 telde het bedrijf 75.900 medewerkers, waarvan 31.200 mensen in Noord- en Zuid-Amerika, 27.400 in Europa, Midden-Oosten en Afrika en 17.300 in Azië. In de Verenigde Staten zijn de meeste werknemers actief, hier werken er 24.700. Van de omzet wordt de helft behaald in dit laatste land en de rest daarbuiten.

## Geschiedenis
In juli 2013 werd een fusie aangekondigd met het Franse Publicis Groupe waarbij de twee samen verder zouden gaan als Publicis Omnicom Group. Een jaar later werd bekend dat de transactie niet doorgaat
In oktober 2023 werd Flywheel Digital overgenomen voor US$ 835 miljoen.
In december 2024 gingen de aandeelhouders akkoord met de overname van Interpublic Group. Toezichthouders in diverse landen moeten ook hun goedkeuring geven. In mei 2025 kondigde de Britse toezichthouder, Competition and Markets Authority (CMA), nader onderzoek aan. Na afronding van de overname ontstaat ’s werelds grootste bureaugroep voor marketing en communicatie met ruim 100.000 medewerkers en een omzet van ruim US$ 25 miljard.
In juni 2025 gaf de Federal Trade Commission toestemming voor de fusie, onder de voorwaarde dat het nieuwe bedrijf adverteerders niet kan verplichten of verbieden om op een bepaald platform te adverteren op basis van de politieke of ideologische standpunten van die website.